# Ain't My Fault
"Ain't My Fault" é uma canção da cantora sueca Zara Larsson, gravada para seu segundo álbum de estúdio So Good (2017). Ela foi lançada em 2 de setembro de 2016, pelas gravadoras TEN,  Epic Records e Sony Music Entertainment, servindo como terceiro single do disco. O remix oficial da canção apresenta a participação do rapper americano Lil Yachty.

## Fundo temático
Em uma entrevista com o Shazam, Larsson disse sobre a primeira versão da música: "O tópico é eu falando com uma garota sobre seu homem, e eu basicamente roubei seu homem, e eu sou tipo, 'Não é minha culpa que eu sou melhor você'." A canção foi escrita em poucas horas com MNEK por simples diversão e nunca pretendia ser como um single, mas, quando o estúdio adorou, sua reação foi, "Whoa Whoa Whoa eu não posso cantar isso." Então ela mudou a letra da canção para refletir seus valores: "Eu nunca ficaria orgulhosa de roubar o homem de uma garota e cantar sobre isso, seria muito não eu."

## Recepção crítica
Robbie Daw do Idolator afirmou que a música é uma "sexy partida do sombrio dulcet tons de 'Never Forget You' e um atrevido pop bazófia de 'Lush Life'", e passaram a chamá-la de uma "Rihanna-esque banger" e uma "gem atrevida". Nolan Feeney do Entertainment Weekly chamou a canção de "audaciosa" e "club-ready".

## Charts

### Charts semanais
| Chart (2016)                                   | Posição |
| ---------------------------------------------- | ------- |
| Austrália (ARIA)                               | 17      |
| Áustria (Ö3 Austria Top 75)                    | 20      |
| Bélgica (Ultratop 50 de Flandres)              | 26      |
| Bélgica (Ultratop 50 da Valônia)               | 44      |
| Canadá (Canadian Hot 100)                      | 46      |
| República Checa (Rádio Top 100)                | 35      |
| República Checa (Singles Digitál Top 100)      | 21      |
| Dinamarca (Hitlisten)                          | 15      |
| Finlândia (Suomen virallinen lista)            | 13      |
| França (SNEP)                                  | 110     |
| O campo songid é OBRIGATÓRIO PARA PARADA ALEMÃ | 16      |
| Hungria (Rádiós Top 40)                        | 32      |
| Irlanda (IRMA)                                 | 17      |
| Itália (FIMI)                                  | 50      |
| Libano (Lebanese Top 20)                       | 18      |
| Países Baixos (Dutch Top 40)                   | 21      |
| Países Baixos (Single Top 100)                 | 28      |
| Nova Zelândia (Recorded Music NZ)              | 19      |
| Noruega (VG-lista)                             | 8       |
| Polónia (Polish Airplay Top 100)               | 54      |
| Portugal (AFP)                                 | 28      |
| Roménia (Media Forest)                         | 8       |
| Escócia (Scottish Singles Chart)               | 12      |
| Eslováquia (Rádio Top 100)                     | 50      |
| Eslováquia (Singles Digitál Top 100)           | 19      |
| Espanha (PROMUSICAE)                           | 58      |
| Suécia (Sverigetopplistan)                     | 1       |
| Suíça (Schweizer Hitparade)                    | 43      |
| Reino Unido (UK Singles Chart)                 | 13      |
| Estados Unidos (Billboard Hot 100)             | 76      |
| Estados Unidos (Billboard Mainstream Top 40)   | 26      |

### Charts anuais
| Chart (2016)                      | Posição |
| --------------------------------- | ------- |
| Austrália (ARIA)                  | 95      |
| Alemanha (Official German Charts) | 89      |

## Certificações
| Alemanha | BVMI           | Ouro       | 200,000^ |
| Austrália | ARIA           | Platina    | 70,000^  |
| Bélgica | BEL            | Ouro       | 15,000*  |
| Canadá | Music Canada   | Ouro       | 40,000^  |
| Dinamarca | IFPI Dinamarca | Ouro       | 30,000^  |
| Estados Unidos | RIAA           | Ouro       | 500,000‡ |
| Itália | FIMI           | Ouro       | 25,000‡  |
| Nova Zelândia | RMNZ           | Ouro       | 15,000*  |
| Polónia | ZPAV           | Platina    | 20,000*  |
| Reino Unido | BPI            | Ouro       | 400,000‡ |
| Suécia | GLF            | 3× Platina | 120,000^ |
| * Número de vendas definido com base apenas no nível de certificação. ^ Número de embarques definido com base apenas no nível de certificação. ‡vendas+streaming definido com base apenas no nível de certificação |                |            |          |

## Histórico de lançamento
| Região         | Data                   | Formato          | Gravadora        | Ref.   |
| -------------- | ---------------------- | ---------------- | ---------------- | ------ |
| Mundo          | 2 de setembro de 2016  | Download Digital | TEEN, Epic, Sony |        |
| Estados Unidos | 20 de setembro de 2016 | Top 40 rádio     | Epic             | [ 50 ] |